# Aldo Ferrabino
Aldo Ferrabino (Cuneo, 26 giugno 1892 – Roma, 30 ottobre 1972) è stato uno storico, filosofo e bibliotecario italiano, nonché scrittore e poeta.

## Biografia
Ferrabino nacque a Cuneo, primo dei tre figli di Angelica Toesca e di Vincenzo Agostino, funzionario dello Stato, di idee agnostiche, che per questo motivo non volle far battezzare i figli. L'infanzia di Aldo trascorse serena circondato com'era dalle premure della madre e del padre che, avendo perduto il precedente figlio, dedicarono molte attenzioni al fanciullo nato di costituzione debole e di salute cagionevole.
A Cuneo compì il primo ciclo di studi, dimostrandosi subito allievo modello e con rare doti di intelligenza. Proseguì gli studi classici a Cremona, dove il padre era stato trasferito per lavoro, e quando la famiglia dovette nuovamente trasferirsi in Alessandria, il giovane, che aveva terminato il Liceo, si iscrisse nell'ottobre del 1910, all'Università di Torino presso la facoltà di Lettere.
A Torino, dove viveva in una camera ammobiliata, iniziò a frequentare assiduamente l'ambiente universitario dedicandosi con il massimo impegno allo studio e dando lezioni private per non dover pesare troppo sulle finanze paterne. Il suo primo maestro fu Arturo Graf, docente di Letteratura italiana presso la stessa università, ma verso il terzo anno iniziò a seguire con crescente interesse la storia antica frequentando le lezioni dello storico Gaetano De Sanctis, con il quale si laureò nel 1914, con una tesi su Kalypso.
Insegnò presso vari Licei, a Torino, Palermo, Napoli fintanto che, ottenuta la libera docenza, divenne nel 1921 professore di storia antica dapprima presso l'Università di Torino e in seguito, dal 1923, presso l'Università di Padova. Nel 1947 venne nominato rettore dell'ateneo patavino, incarico che durò fino al 1949, anno in cui ottenne la cattedra di Storia romana presso l'Università di Roma, cattedra che detenne fino al 1962.
Morta la prima moglie Mercedes dopo lunga malattia il 4 giugno 1945, Ferrabino concluse il suo periodo di avvicinamento alla religione cattolica facendosi battezzare nel dicembre 1945. Sposò poi Paola Zancan, sua collega nell'Università di Padova, proveniente da agiata e cattolica famiglia, con la quale si stabilì a Roma, dove vivrà fino alla morte.
Iniziò in quel periodo a frequentare "La Cittadella di Assisi" diventando grande amico di don Giovanni Rossi, fondatore dell'Associazione «Pro Civitate Christiana» e della rivista La Rocca. Ad Assisi, Ferrabino prese l'abitudine di trascorrere con la moglie e le nipoti lunghi periodi durante le vacanze estive alternate a quelle trascorse a Fregene.
Nel 1948 venne eletto senatore della Repubblica Italiana per la Democrazia Cristiana e rimase al Senato fino al 1954.
Nel 1954 divenne presidente della Enciclopedia Italiana, incarico che detenne, insieme a quello di direttore scientifico avuto nel 1966, fino al 1972.
Nel 1949 era stato intanto incaricato di presiedere al Consiglio Superiore delle Accademie e nel 1950 promosse il Centro nazionale per il catalogo unico delle biblioteche italiane e per le informazioni bibliografiche diventandone il presidente.
Nel 1950 divenne corrispondente dell'Accademia del Lincei e nel 1955 corrispondente nazionale della stessa e presidente dell'Istituto italiano per la storia antica.
Nel 1956 fu eletto presidente della Società Nazionale "Dante Alighieri" e nel 1957, insieme a Vincenzo Cappelletti, fondò la Rivista di italianistica "Il Veltro".
Pubblicò circa 200 opere sulla storia di Atene e dei Greci, sull'Italia romana, sull'età dei Cesari, sulla filosofia della storia e sulla cristologia.

## Opere
- Kalipso, saggio d’una storia di un mito, Bocca, Torino, 1914
- Arato di Sicione e l'idea federale, Le Monnier, Firenze, 1921[3]
- L'impero ateniese, 1927[4]
- La dissoluzione della libertà nella Grecia antica, CEDAM, Padova, 1929
- L'Italia romana, Mondadori, Milano, 1934[5]
- Cesare, pp. 244, Unione Tipografica, Edizione Torinese, 1941
- La vocazione umana, pp. 248, Nuova Edizione Ivrea, Ivrea, 1943
- L'esperienza cristiana, Libreria Draghi, Padova, 1944
- Le speranze immortali, Casa Editrice Società per Azioni, Padova, 1945
- Trilogia del Cristo, 3 voll.[6], Casa editrice Le tre venezie, 1946-47
- Adamo, pp. 172, Morcelliana, 1950, Brescia
- Le vie della storia, pp. 241, Sansoni, Firenze, 1955
- Rivelazione e cultura, pp. 189, La Scuola, Brescia, 1956
- Storia dell'uomo avanti e dopo Cristo, pp. 190, Edizioni Pro Civitate Christiana, Assisi, 1957
- L'essenza del Romanesimo, pp. 291, Tumminelli, Roma, 1957
- L'inno del Simposio di S. Metodio Martire, G. Giappichelli, Torino, 1958
- Nuova storia di Roma, Tumminelli, Roma, 1959, seconda edizione [1ª edizione 1942], 3 voll.
- Scritti di filosofia della Storia, pp. XVIII-810, G. C. Sansoni, 1962
- Trasfigurazioni, Aldo Martello, Milano, 1965
- Pagine italiane, pp. 332, Il Veltro, Roma, 1969, ISBN 88-85015-09-3
- Misticamente, pp. 179, Stamperia Valdonega, Verona, 1972

### Opere in collaborazione
- La bonifica benedettina, Aldo Ferrabino, Augusto Jandolo, Luigina Fasoli, Georges Duby e altri, pp. 199, Istituto dell'Enciclopedia Italiana, 1970
- Enciclopedia dell'Arte Antica: Classica e Orientale, A. Ferrabino (presidente), Istituto della Enciclopedia Italiana, Roma, 1966
- Dizionario Enciclopedico Illustrato, 12 voll., A. Ferrabino, Jannaccone, Sturzo, Istituto della Enciclopedia italiana fondata da Giovanni Treccani, Roma, 1955
- Nel Centenario della Battaglia del Volturno - 1-2 ottobre, Gino Doria, Aldo Ferrabino, Nino Cortese, Francesco Flora, Ente Autonomo Volturno, Napoli, 1960